# Jacob de Araújo

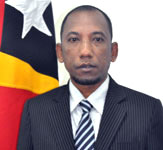
Jacob de Araújo

Jacob de Araújo (* 5. Juni 1974 in Pante Macassar, Portugiesisch-Timor) ist ein Politiker aus Osttimor. Er ist Mitglied der Partei Congresso Nacional da Reconstrução Timorense (CNRT).
Von 2012 bis 2017 war Araújo Abgeordneter im Nationalparlament Osttimors (Legislatura III) und hier Mitglied der Kommission für konstitutionelle Angelegenheiten, Justiz, Öffentliche Verwaltung, lokalen Rechtsprechung und Korruptionsbekämpfung (Kommission A). Bei den Wahlen 2017 wurde Araújo nicht mehr auf der Wahlliste des CNRT aufgestellt und schied damit aus dem Parlament aus.